# شیخ سیبی
شیخ سیبی (انگلیسی: Sheikh Sibi؛ زادهٔ ۲۱ فوریهٔ ۱۹۹۸) بازیکن فوتبال اهل گامبیا است.
وی همچنین در تیم ملی فوتبال گامبیا بازی کرده است.